# Поштар (ТВ филм)
„Поштар” је југословенски и македонски ТВ филм из 1991. године. Режирао га је Богдан Поп Ђорчев који је написао и сценарио.

## Улоге
| Глумац                    | Улога     |
| ------------------------- | --------- |
| Ванчо Петрушевски         | Иван      |
| Катерина Крстева          | Мара      |
| Силвија Стојановска       | Катерина  |
| Кирил Андоновски          | Професор  |
| Гјоргји Колозов           | Поштар 1  |
| Лазе Манасков             | Поштар 2  |
| Благоја Спиркоски Џумерко | Ловeц 1   |
| Гоце Тодоровски           | Ловец 2   |
| Димитар Спасески          | Пeнзионeр |
| Анастас Тановски          | Инспeктор |
| Љупчо Василевски          |           |